# (27341) Fabiomuzzi
(27341) Fabiomuzzi est un astéroïde de la ceinture principale.

## Description
(27341) Fabiomuzzi est un astéroïde de la ceinture principale. Il fut découvert le 10 février 2000 à Bologne par l'observatoire San Vittore. Il présente une orbite caractérisée par un demi-grand axe de 2,57 UA, une excentricité de 0,04 et une inclinaison de 15,1° par rapport à l'écliptique.

## Compléments